# Igreja Apostólica Fonte da Vida
A Igreja Apostólica Fonte da Vida é uma igreja evangélica neopentecostal, presidida por César Augusto e Rúbia de Sousa.

## História
Em 1976, Robson Rodovalho e César Augusto, após se desligarem da Primeira Igreja Presbiteriana de Goiânia (federada à Igreja Presbiteriana do Brasil) fundaram a Comunidade Evangélica de Goiânia. 
Em 1992, os dois líderes fundadores se separaram. Após a divisão, foi fundada a Comunidade Evangélica Sara Nossa Terra, em Brasília, por Robson Rodovalho. Em 1994, foi formada a Igreja Apostólica Fonte da Vida (IAFV), em Goiânia, pelo Apóstolo César Augusto.
Ao longo da história, a IAFV ganhou notoriedade por um grupo musical chamado Fonte da Vida de Adoração e, mais tarde, pela banda Pedras Vivas. A igreja também envolveu-se em polêmicas e conflitos com a Universidade Federal de Goiás, por adquirir uma concessão televisiva que seria destinada a instituição pública. Dela, surgiu a emissora Fonte TV. A igreja também detém duas emissoras de rádio.